# Pseudotegenaria bosnica
Pseudotegenaria bosnica är en spindelart som först beskrevs av Josef Kratochvíl och Miller 1940.  Pseudotegenaria bosnica ingår i släktet Pseudotegenaria och familjen trattspindlar. Inga underarter finns listade i Catalogue of Life.